# 入場
| ウィキペディアには「入場」という見出しの百科事典記事はありません（タイトルに「入場」を含むページの一覧/「入場」で始まるページの一覧）。 代わりにウィクショナリーのページ「入場」が役に立つかもしれません。 |